# Conisch kalkbekertje
Het conisch kalkbekertje (Craterium leucocephalum) is een slijmzwam behorend tot de familie Physaridae. Het leeft saprotroof op loofbomen en -struiken.

## Beschrijving

### Uiterlijke kenmerken
De sporocarpen zijn doorgaans schaalvormig, met een algemene hoogte van 1-1,5 mm en staan gerangschikt in groepen. Sporangia zijn kegelvormig of omgekeerd eivormig tot cilindrisch, 0,3-0,7 mm in diameter, soms zittend, zelden ondergedompeld. Bovenzijde wit en delicaat, onderzijde korrelig, geelbruin of roodbruin en taai. De steel tot halve hoogte, soms afwezig, cilindrisch of verbreed naar boven, roodbruin, halfdoorschijnend. Hypothallus klein, schijfvormig. Sporen zijn in bulk zwart. Het plasmodium is geel.

### Microscopische kenmerken
De capillitia zijn afkomstig van grote, onregelmatige, witte of geelachtig-kalkachtige knobbels, verbonden door dunne hyaliene kanaaltjes, vaak gegroepeerd in het midden, wat een opvallende pseudo-columella vormt. De sporen zijn met doorvallend licht violetbruin, gestekeld en meten 8-9 µm in diameter. 

## Verspreiding
In Nederland komt het conisch kalkbekertje vrij zeldzaam voor.